# Jeanne De Bruyn
Jeanne De Bruyn (Ekeren, 4 maart 1902 - La Plata (Argentinië) 25 mei 1975) was een Belgisch journalist en filmcriticus.

## Biografie
In 1919 was De Bruyn al betrokken bij de Katholieke Vlaamse Meisjesbeweging. Op het zevende congres van de Katholieke Vlaamse Landsbond in 1926 pleitte ze voor een radicale Vlaamse koers. 
Zo schreef ze in de jaren twintig heel wat bijdragen voor Vrouwenleven, het tijdschrift van de Bond Constance Teichmann gesticht door Maria Elisa Belpaire in 1910 te Antwerpen. Ze bezocht de Katholieke Vlaamse Hogeschool voor Vrouwen in Antwerpen. 
Na een korte loopbaan als lerares en bankbediende werd ze in 1924 redactrice van Vrouwenleven. Tevens was ze als freelance journaliste verbonden aan de vrouwen- en filmrubriek van De Standaard.
In het begin van de jaren dertig werd ze medewerkster bij DOCIP (Documentatie van de Cinematografische Pers). Deze katholieke persdienst werd opgericht door de dominicaan Felix Morlion in 1931, met als doel het publiek voor te lichten over de godsdienstige en moreel-pedagogische waarde van films. Wekelijks stelde De Bruyn een filmkritiek genaamd "Filmleiding" samen. Daarnaast schreef ze bijdragen over film voor de Gazet van Antwerpen en publiceerde ze filmkritieken in De Standaard en diverse katholieke en Vlaamsgezinde tijdschriften, zoals Hooger Leven, Volk en Nieuw Vlaanderen. Haar journalistieke bezigheden tijdens het interbellum waren opmerkelijk. De vrouwelijke aanwezigheid in de redacties van Belgische kranten was toen miniem en de onderwerpen waarover vrouwen mochten schrijven bleven meestal beperkt tot ‘vrouwenaangelegenheden’ zoals koken, mode of de opvoeding van kinderen. De Bruyn groeide in de jaren dertig uit tot een vooraanstaande filmcriticus in Vlaanderen en stond bekend om haar overtuigd katholicisme en militante Vlaamsgezindheid. 
In 1937 was Jeanne De Bruyn medeoprichtster van het Vlaamsch Filmcomité dat over de “Vlaamsch-cultureele filmbelangen” wilde waken.
Met het uitbreken van de oorlog in 1940 kwam een einde aan de activiteiten van DOCIP. De lokalen (Dwarsstraat in Brussel) werden door de Duitsers in beslag genomen. Voor De Bruyn betekende dit het eind van haar werkzaamheden voor DOCIP en De Standaard. 
Als actief lid van het Vlaamsch Nationaal Vrouwenverbond VNV'ster werd De Bruyn redactrice (literatuur en film) van Volk en Staat en hoofdredactrice van Vrouw en Volk, uitgegeven door het VNV. In 1942 bezocht ze de UFA- studio's in Berlijn. In februari 1944 volgde De Bruyn Jan Brans op als hoofdredacteur van Volk en Staat. In haar hoofdartikelen verdedigde ze steeds de VNV-lijn.
In 1941 schreef De Bruyn de roman De speelman en zijn zoon (1941). Het boek oogstte lof van de overwegend nationaalsocialistische critici, ook in Nederland. 
Na de oorlog werd ze op 29 januari 1948 bij verstek tot levenslang veroordeeld. In 1949 week ze uit naar Argentinië waar ze aan de universiteit van La Plata bibliothecaresse en docente Engels werd. In 1955 was ze een tijdje hoofdredactrice van De Schakel – El Lazo. 